# Christine Engrand
Pour les articles homonymes, voir Engrand.
Christine Engrand, née le 7 mai 1955 à Boulogne-sur-Mer (Pas-de-Calais), est une femme politique française.
Membre du Rassemblement national (RN), elle est élue députée dans la 6e circonscription du Pas-de-Calais depuis les élections législatives de 2022. Elle siège au sein du groupe RN et est membre de la commission des Affaires économiques de l'Assemblée nationale jusqu'en novembre 2024. Elle est exclue du Rassemblement national en mars 2025.

## Biographie
Née en 1955 à Boulogne-sur-Mer, dans le Pas-de-Calais, elle a notamment travaillé comme directrice commerciale dans un organisme de formation, chez Kiabi et chez Eurotunnel. Elle était mariée avec un médecin généraliste à Boulogne-sur-Mer et habite en 2022 à Clerques.

## Parcours politique
Elle est élue conseillère régionale de Nord-Pas-de-Calais-Picardie en 2015 et réélue dans cette fonction en 2021 dans les Hauts-de-France.
En 2020, elle est élue conseillère municipale d'opposition à Calais.
Le 19 juin 2022, elle est élue députée dans la 6e circonscription du Pas-de-Calais avec l'étiquette Rassemblement national. Au premier tour de l'élection, elle obtient 30,33 % des suffrages exprimés et se trouve en deuxième position derrière la ministre de la Santé, Brigitte Bourguignon. Au sein d'une circonscription comptant 93 784 inscrits, elle est élue au second tour à 56 électeurs près avec 50,06 % des suffrages,.
Elle est réélue au premier tour des législatives de 2024 avec 50,7 % des voix.

### Exclusion du RN
Christine Engrand est suspendue pour six mois du groupe RN à cause de ses « dépenses non réglementaires » de plusieurs milliers d'euros, ainsi que de sa non parution à une convocation de groupe. De plus, « le bureau va saisir la Commission nationale d‘investiture [...] pour qu’elle se prononce défavorablement sur une future investiture »,. Elle est exclue définitivement du Rassemblement national le 18 mars 2025.

## Controverses

### Exclusion du Rassemblement national
Le 10 septembre 2024, Mediapart révèle dans une enquête que Christine Engrand a utilisé plus de 10 000 € de ses frais d'élue à l'Assemblée nationale pour des dépenses personnelles comme le gardiennage de ses chiens, un abonnement sur un site de rencontre ou encore plus de 5 000 € pour des frais d'obsèques,.
Elle nie d'abord les faits avant de se rétracter. Elle invoque en défense son inexpérience et le fait qu'étant députée elle « gagne moins bien [sa] vie qu'avant », et que « l'enveloppe qu'on [lui] donne (…) est très très short, c'est pas du tout rentable ». Elle ajoute qu'elle se tient à la « disposition du déontologue de l'Assemblée nationale » et qu'elle ne viendra plus que deux jours par semaine à l’Assemblée nationale, afin de concilier les règles déontologiques, la garde de ses chiens et ses finances personnelles. Son bureau assure que « l’ensemble des dépenses signalées ont été remboursées depuis plusieurs mois déjà », mais Christine Engrand refuse de montrer la preuve de ces remboursements. Elle est convoquée à des fins disciplinaires par le bureau du groupe RN à l’Assemblée nationale mais ne se présente pas en produisant un arrêt maladie.
Le 19 octobre 2024, Mediapart publie une deuxième enquête révélant d'autres dépenses personnelles : « assurer un véhicule personnel, changer un démarreur et des pneus de voiture, laver l’engin ou bien acheter des smartphones neufs »,.
Le 19 novembre 2024, à la suite de ces enquêtes, C. Engrand est suspendue pour six mois par le bureau du groupe RN de l’Assemblée nationale, puis est exclue définitivement en mars 2025 du Rassemblement national pour avoir utilisé les indemnités de frais de mandat pour payer des dépenses personnelles.
Pour ces faits, le 7 mai 2025, le bureau de l'Assemblée propose de l'exclure 15 jours de l'hémicycle. Cette sanction, la plus élevée de l'arsenal parlementaire, est votée le même jour par les députés.

### Infractions routières
Le 13 septembre 2024, Le Parisien révèle que Christine Engrand a été interpellée pour avoir téléphoné en conduisant. Elle conduisait aussi sans permis depuis quinze ans, selon la même source, et sans contrôle technique à jour. Christine Engrand estime cependant qu'il lui resterait des points sur son permis, elle serait donc victime d'une « erreur administrative ». Le 19 octobre 2024, Mediapart révèle que l'élue continue à conduire son véhicule malgré son défaut de permis. Elle est finalement relaxée en mai 2025, son permis ayant peut être été égaré sur les fichiers de l’État lors de l'informatisation des fichiers au milieu des années 1990. 

### Conjoint collaborateur
Le compagnon de C. Engrand, qu'elle a rencontré grâce à un site de rencontre payé avec ses frais d'élue, est également devenu son assistant parlementaire à l'Assemblée nationale.